# Gäddnate
Gäddnate (Potamogeton natans) är en stor vattenväxt. Den finns i näringsrika sjöar.